# Pinus resinosa
Pinus resinosa, el pino rojo americano, es una especie arbórea perteneciente a la familia de las pináceas, género Pinus, originaria del noreste de Norteamérica. Es el árbol emblema del estado de Minnesota.

## Descripción
Es un árbol alto, erecto que crece en una variedad de hábitats. Suele alcanzar 20 a 30 metros de altura y un metro de diámetro del tronco, aunque a veces es aún más alto, llegando hasta 43 metros.
Las hojas son como agujas de color verde oscuro, de 12 a 18 cm de longitud, en fascículos de dos.

## Cultivo
No tolera la sombra y necesita suelo bien drenado. Crece bien en zonas ventosas.
Su madera tiene valor comercial; se la usa para hacer papel. También el árbol es usado en jardinería.

## Taxonomía
Pinus resinosa fue descrita por Aiton  y publicado en Hortus Kewensis; or, a catalogue... 3: 367. 1789.
Etimología
Pinus: nombre genérico dado en latín al pino.
resinosa: epíteto latino que significa "con resina".
Sinonimia
- Pinus rubra Michx.f.[6][7]